# Sexta Enmienda a la Constitución de los Estados Unidos
La Sexta Enmienda a la Constitución de los Estados Unidos codifica los derechos relacionados con causas criminales en tribunales federales. La Corte Suprema ha fallado que estos derechos son tan fundamentales e importantes que la Decimocuarta Enmienda los protege en tribunales estatales por la cláusula de debido proceso.

## Texto
En toda causa criminal, el acusado gozará del derecho de ser juzgado pública y expeditamente, por un jurado imparcial del Estado y distrito en que el delito se haya cometido, distrito que habrá sido determinado previamente por la ley; así como de ser informado sobre la naturaleza y causa de la acusación; que se le caree con los testigos en su contra; que se obligue a comparecer a los testigos en su favor y de contar con la ayuda de Asesoría Legal para su defensa.

## Juzgado pública y expeditamente

### Juzgado expeditamente
Los acusados en causas criminales, bajo de la Sexta Enmienda, tienen derecho a un juzgado expeditamente. La Corte Suprema creó una prueba de cuatro partes para determinar si los derecho del acusado han sido violados (Barker v. Wingo). El primero de los factores es la duración de la demora. Una demora de un año o más desde la fecha en que el derecho a un juzgado expeditamente comienza (la fecha del arresto o acusación, el que sea el primer) fue declarado "presuntamente perjudicial", pero la Corte no ha nunca fallado que hay un plazo absoluto. Otro factor que fue reconocido por una Corte fue la razón para la demora. La fiscalía no puede atrasar el juicio en exceso para mejorar el caso, pero un juicio puede ser atrasado para asegurar la presencia de un testigo ausente o para otras consideraciones practicales. Son necesarios que otros factores se consideren: el tiempo y la manera en que el acusado ha hecho valer sus derechos y el grado de perjuicio que la demora ha causado al acusado.
Si el tribunal falla que el derecho a un juzgado expeditamente del acusado fue violado, la acusación  tiene que ser desestimada y/o la condena revocada. La Corte Suprema ha fallado que, ya que la demora del juicio es una acción estatal, no hay otro remedio. Así, una revocación o desestimación de un caso criminal porque hay una violación del derecho a un juicio expedito, rápido, sin demora... significa que la fiscal ya no puede continuar procesando el caso.

### Juicio público
En Sheppard v. Maxwell, 384 U.S. 333 (1966), la Corte Suprema dictó un fallo estableciendo que el derecho a un juicio público no es incondicional. En tales casos en los cuales la publicidad excesiva sirva para socavar el derecho a un debido proceso, se podrán establecer restricciones al acceso público en los procedimientos.  Los juicios podrán ser cerrados al público bajo instancias del gobierno por medio de alegaciones estableciendo que existe "un interés de invalidación con bases en resultados informativos de que el cierre al público es esencial para mantener los magnos valores y el acto servirá específicamente para el beneficio de dicho interés." [2]  Asimismo el acusado podrá hacer una petición de cierre del juicio al público; no obstante, se deberá mostrar que "primero, existe una probabilidad considerable de que el derecho del acusado a un juicio justo será perjudicado por la publicidad la cual sería prevenida por el cierre, y segundo, las alternativas razonables al cierre no podrán proteger adecuadamente los derechos a un juicio.

## Jurado
El derecho a un juicio por jurado siempre ha dependido de la naturaleza del delito. Delitos menores -delitos de no más que seis meses- no son cubiertos por el requisito de jurado incluyendo en el caso de muchos delitos menores no es necesario que sea un juicio por jurado (Lewis v. United States, 1996) también.
Al principio, la Corte Suprema ratificaba que el derecho de la Sexta Enmienda a un juicio por jurado significaba el derecho a un juicio por jurado como en Inglaterra con doce miembros del jurado con veredictos unánimes. Después de la Decimocuarta Enmienda, la Corte Suprema extendió el derecho al jurado por juicio a los acusados en tribunales estatales, reexaminó sus criterios. Falló que no es necesario que el jurado tenga doce miembros y que seis serán suficientes en casos estatales.
Es preciso que jurados sean imparciales. Esto es,  voir dire, que la defensa y la acusación  indagarán y preguntarán a los candidatos a miembros del jurado para averiguar sus prejuicios acerca del delito y del acusado y sus circunstancias personales, raciales, políticas y sociales.